# 文部科学省認定の研究不正事案一覧
文部科学省認定の研究不正事案一覧（もんぶかがくしょうにんていのけんきゅうふせいじあんいちらん、英: List of research misconduct found by MEXT of Japan）は、文部科学省が認定した研究不正事案のリストである。

## 概略
文部科学省は、2014年、捏造、改竄、盗用を特定不正行為と命名し、2015年4月以降に報告を受けた特定不正行為を公開することとした。それを受け、2015年4月以降、特定不正行為とそれ以外の不正行為（二重投稿や不適切なオーサーシップなど）の事案をウェブサイトに公開し始めた。
米国の研究公正局が1993年から始めた事案（Case Summary）公開を取り入れたものである。その公開内容は、米国に比べ、全体的に内容が詳細である。例えば、当該研究機関に不正行為の発生要因及び再発防止策を記載させ、それを公開している。
但し、米国では実名記載だが、「不正事案を一覧化し公開する目的に鑑みて、特定不正行為に関与した者等の氏名については、文部科学省ホームページに掲載しないものとする」として氏名の記載がなく、研究不正者を特定できない。また、報告から一定期間（3年以上）を経過した事案については、公正な研究活動の推進に関する有識者会議での議論を踏まえ、研究機関名が非公開となる。

## 研究不正事例一覧

### 2015年（平成27年）
| 番号    | 不正事案名                                                                                 | 不正事案の研究分野             | 調査委員会を設置した機関名 | 特定不正行為に関与した者等 （所属機関、部局等、職名） | 特定不正行為の種別 （捏造、改竄、盗用） | 告発受理日      | 報告受理日       |
| ------- | ------------------------------------------------------------------------------------------ | ------------------------------ | -------------------------- | ----------------------------------------------------- | --------------------------------------- | --------------- | ---------------- |
| 2015-01 | 千葉大学環境健康フィールド科学センター所属教員による研究活動上の不正行為（盗用）について   | 人類学                         | 千葉大学                   | 千葉大学 環境健康フィールド科学センター 助教          | 盗用                                    | 平成26年1月16日 | 平成27年5月29日  |
| 2015-02 | 藤女子大学文学部所属教員による研究活動上の不正行為（盗用）の認定について                   | 社会学                         | 藤女子大学                 | 藤女子大学 文学部 准教授                              | 盗用                                    | 平成27年5月20日 | 平成27年10月22日 |
| 2015-03 | 電気通信大学共通教育部所属教員による研究活動上の不正行為（盗用）の認定について             | 語学教育                       | 電気通信大学               | 電気通信大学 共通教育部 教授                          | 盗用                                    | 平成26年4月22日 | 平成27年10月28日 |
| 2015-04 | 福岡教育大学教育学部所属教員による研究活動上の不正行為（盗用）の認定について               | 身体教育学                     | 福岡教育大学               | 福岡教育大学 教育学部 教授                            | 盗用                                    | 平成26年5月9日  | 平成27年10月30日 |
| 2015-05 | 早稲田大学商学学術院所属教員による研究活動上の不正行為（著作権侵害（盗用））の認定について | 人類学                         | 早稲田大学                 | 早稲田大学 商学学術院 准教授                          | 盗用                                    | 平成26年9月19日 | 平成27年11月12日 |
| 2015-06 | 大阪産業大学工学部所属教員による研究活動上の不正行為（盗用）について                       | 環境学                         | 大阪産業大学               | 大阪産業大学 工学部 准教授                            | 盗用                                    | 平成27年3月30日 | 平成27年12月1日  |
| 2015-07 | 皇学館大学現代日本社会学部所属教員による研究活動上の不正行為（盗用）の認定について         | ボランティア、社会福祉援助技術 | 学校法人皇学館             | 皇学館大学 現代日本社会学部 教授                      | 盗用                                    | 平成27年3月2日  | 平成27年12月25日 |
| 2015-08 | 滋賀医科大学医学部所属教員による研究活動上の不正行為（盗用・改竄）の認定について           | 臨床看護学                     | 滋賀医科大学               | 滋賀医科大学 医学部 教授                              | 盗用・改竄                              | 平成27年6月10日 | 平成28年3月4日   |
| 2015-09 | 熊本大学医学部附属病院所属教員による研究活動上の不正行為(捏造（ねつぞう）)の認定について   | 検査医学                       | 熊本大学                   | 熊本大学 医学部附属病院 助教                          | 捏造                                    | 平成24年5月21日 | 平成27年5月21日  |

### 2016年（平成28年）
| 番号    | 不正事案名                                                                 | 不正事案の研究分野 | 調査委員会を設置した機関名 | 特定不正行為に関与した者等 （所属機関、部局等、職名） | 特定不正行為の種別 （捏造、改竄、盗用） | 告発受理日                                                         | 報告受理日      |
| ------- | -------------------------------------------------------------------------- | ------------------ | -------------------------- | ----------------------------------------------------- | --------------------------------------- | ------------------------------------------------------------------ | --------------- |
| 2016-01 | 筑波大学人文社会系所属教員による研究活動上の不正行為（盗用）の認定について | 政治学             | 筑波大学                   | 筑波大学人文社会系 准教授（当時）                     | 盗用                                    | 平成27年11月25日、平成28年1月13日、平成28年1月21日、平成28年2月3日 | 平成28年4月14日 |
| 2016-02 | 上智大学外国語学部所属教員による研究活動上の不正行為（盗用）について       | 政治学             | 学校法人上智学院           | 上智大学外国語学部教授                                | 盗用                                    | 平成27年4月6日                                                     | 平成28年7月6日  |
| 2016-03 | 研究活動上の不正行為（盗用）の認定について                                 | 陸上昆虫学         | 博物館                     | 総括学芸員                                            | 盗用                                    | 平成27年9月29日及び平成28年2月3日                                  | 平成28年10月5日 |
| 2016-04 | 研究活動上の不正行為（改ざん）の認定について                               | 薬理学             | 大学                       | 教授                                                  | 改ざん                                  | 平成21年12月14日、平成24年5月18日、平成25年12月16日                | 平成29年1月18日 |
| 2016-05 | 研究活動上の不正行為（盗用等）について                                     | 理学療法学         | 大学                       | 教授（当時）                                          | 盗用、二重投稿、不適切なオーサーシップ  | 平成27年6月15日                                                    | 平成29年2月9日  |
| 2016-06 | 研究活動上の不正行為（盗用）の認定について                                 | 言語学             | 大学                       | 特命教授（当時）                                      | 盗用                                    | 平成28年5月13日                                                    | 平成29年2月17日 |
| 2016-07 | 研究活動上における不正行為（盗用）について                                 | 経営学             | 学校法人                   | 准教授（当時）                                        | 盗用                                    | 平成27年11月19日                                                   | 平成29年3月23日 |
| 2016-08 | 研究活動上の不正行為（改ざん）の認定について                               | 工学               | 大学                       | 学術研究員                                            | 改ざん                                  | 平成28年8月1日                                                     | 平成29年3月28日 |
| 2016-09 | 研究活動上の不正行為（捏造・改ざん）の認定について                         | 微生物学・腫瘍学   | 大学                       | 教授、准教授、助教                                    | 捏造、改ざん                            | 平成22年4月14日、平成22年9月21日、平成23年4月26日、平成23年5月22日 | 平成29年2月27日 |

### 2017年（平成29年）
| 番号    | 不正事案名                                               | 不正事案の研究分野           | 調査委員会を設置した機関名 | 特定不正行為に関与した者等 （所属機関、部局等、職名） | 特定不正行為の種別 （捏造、改竄、盗用）        | 告発受理日                                                                                                  | 報告受理日       |
| ------- | -------------------------------------------------------- | ---------------------------- | -------------------------- | ----------------------------------------------------- | ---------------------------------------------- | --- | ---------------- |
| 2017-01 | 研究活動上の不正行為（捏造・改ざん）の認定について       | 分子生物学                   | 大学                       | 教授、元助教                                          | 捏造・改ざん                                   | 平成28年9月1日                                                                                              | 平成29年6月5日   |
| 2017-02 | 研究活動上の不正行為（改ざん）の認定について             | 細菌学（含真菌学)            | 大学                       | 教授                                                  | 改ざん                                         | 平成24年2月28日                                                                                             | 平成29年9月19日  |
| 2017-03 | 研究活動における不正行為（盗用）の認定について           | 薬学                         | 大学                       | 教授                                                  | 盗用・不適切なオーサーシップ                   | 平成29年2月21日                                                                                             | 平成29年10月26日 |
| 2017-04 | 研究活動上の不正行為（盗用）の認定について               | 教育学                       | 大学                       | 准教授                                                | 盗用・自己盗用                                 | 平成29年3月16日                                                                                             | 平成29年12月4日  |
| 2017-05 | 研究活動上の不正行為（捏造・改ざん）の認定について       | 薬物治療学                   | 大学                       | 元准教授                                              | 捏造・改ざん                                   | 平成29年2月10日                                                                                             | 平成29年10月31日 |
| 2017-06 | 研究活動上の不正行為（捏造・改ざん）について             | 医学                         | 大学                       | 元講師                                                | 捏造・改ざん                                   | 平成22年7月26日                                                                                             | 平成30年1月9日   |
| 2017-07 | 研究活動上の不正行為（改ざん、盗用）の認定について       | 教育工学、科学教育、教科教育 | 大学                       | 教授（当時）                                          | 改ざん・盗用・二重投稿・不適切なオーサーシップ | 平成23年6月2日、同6月9日（2件）、同6月17日、7月22日、8月8日、8月22日、9月26日、10月11日、10月13日、10月17日 | 平成29年12月22日 |
| 2017-08 | 研究活動上の不正行為（捏造・改ざん等）の認定について     | 保存治療系歯学               | 大学                       | 講師、准教授、元教授                                  | 捏造・改ざん・不適切なオーサーシップ           | 平成29年2月27日                                                                                             | 平成30年3月2日   |
| 2017-09 | 研究活動における不正行為(盗用)の認定について             | 政治学                       | 大学                       | 准教授                                                | 盗用                                           | 平成28年11月27日                                                                                            | 平成29年10月5日  |
| 2017-10 | 研究活動上の不正行為（盗用）の認定について               | 文学                         | 大学                       | 元教授                                                | 盗用                                           | 平成29年7月12日                                                                                             | 平成30年3月5日   |
| 2017-11 | 研究活動上の不正行為（捏造、改ざん、盗用）の認定について | 医学                         | A大学、B大学               | 元教授                                                | 捏造、改ざん、盗用、不適切なオーサーシップ     | 平成28年11月11日、平成29年3月28日                                                                           | 平成29年11月16日 |
| 2017-12 | 研究活動上の不正行為（捏造、改ざん）の認定について       | 医科学一般                   | 大学                       | 助教                                                  | 捏造、改ざん                                   | 平成29年7月3日                                                                                              | 平成30年1月22日  |
| 2017-13 | 研究活動上の不正行為（盗用）について                     | 言語学                       | 大学                       | 元日本学術振興会外国人特別研究員（受入れ機関：大学）  | 盗用                                           | 平成27年9月16日                                                                                             | 平成28年6月13日  |
| 2017-14 | 研究活動上の不正行為(盗用)の認定について                 | 地域学                       | 大学                       | 教授(当時)                                            | 盗用                                           | 平成28年9月28日(情報提供日)                                                                                 | 平成30年3月19日  |
| 2017-15 | 研究活動上の不正行為（盗用）について                     | 社会福祉                     | 大学                       | 講師                                                  | 盗用                                           | 平成29年7月28日                                                                                             | 平成30年3月30日  |
| 2017-16 | 研究活動上の不適切行為（二重投稿）の認定について         | 人間工学                     | A大学、B大学               | A大学教授、博士後期課程学生 B大学、講師               | 二重投稿                                       | A大学：平成29年4月24日 B大学：平成29年5月8日                                                                | 平成30年3月28日  |

### 2018年（平成30年）
| 番号    | 不正事案名                                             | 不正事案の研究分野     | 調査委員会を設置した機関名 | 特定不正行為に関与した者等 （所属機関、部局等、職名） | 特定不正行為の種別 （捏造、改竄、盗用） | 告発受理日                                                            | 報告受理日      |
| ------- | ------------------------------------------------------ | ---------------------- | -------------------------- | ----------------------------------------------------- | --------------------------------------- | --------------------------------------------------------------------- | --------------- |
| 2018-01 | 研究活動上の不正行為（盗用）の認定について             | 経営学                 | 大学                       | 教授                                                  | 盗用、二重投稿                          | 平成29年9月14日                                                       | 平成30年3月9日  |
| 2018-02 | 研究活動上の不正行為（盗用）の認定について             | 教育学                 | 大学                       | 教授、公立学校教員                                    | 盗用、不適切なオーサーシップ            | 平成29年7月25日                                                       | 平成30年6月14日 |
| 2018-03 | 研究活動上の不正行為（盗用）の認定について             | 社会情報学、情報社会論 | 大学                       | 講師                                                  | 盗用                                    | 平成29年3月6日                                                        | 平成30年7月13日 |
| 2018-04 | 研究活動上の不適切行為（二重投稿）の認定について       | 工学                   | 大学                       | 准教授                                                | 二重投稿                                | 平成29年11月22日                                                      | 平成30年10月1日 |
| 2018-05 | 研究活動上の不正行為（盗用）の認定について             | スポーツ・健康科学     | 大学                       | 准教授                                                | 盗用                                    | 平成29年11月18日                                                      | 平成30年11月8日 |
| 2018-06 | 研究活動上の不正行為（盗用）の認定について             | 法学                   | 大学                       | 教授                                                  | 盗用                                    | 平成30年4月27日                                                       | 平成31年1月16日 |
| 2018-07 | 研究活動上の特定不正行為（捏造、改ざん）の認定について | 地盤工学、地震工学     | 大学                       | 元准教授                                              | 捏造、改ざん                            | 平成29年9月27日、平成29年11月22日、平成29年12月12日、平成29年12月27日 | 平成31年3月14日 |
| 2018-08 | 研究活動上の不正行為（改ざん、盗用）について           | 地震地質学             | 大学                       | 教授                                                  | 改ざん、盗用                            | 平成29年8月21日                                                       | 平成31年2月18日 |

### 2019年（令和元年）
| 番号    | 不正事案名                                                                                       | 不正事案の研究分野   | 調査委員会を設置した機関名     | 特定不正行為に関与した者等 （所属機関、部局等、職名）                                                                             | 特定不正行為の種別 （捏造、改竄、盗用） | 告発受理日                                          | 報告受理日                        |
| ------- | ------------------------------------------------------------------------------------------------ | -------------------- | ------------------------------ | --- | --------------------------------------- | --------------------------------------------------- | --------------------------------- |
| 2019-01 | 東洋英和女学院大学人間科学部所属教員による研究活動上の不正行為（捏造・盗用）の認定について       | ドイツ政治文化思想史 | 東洋英和女学院大学             | 東洋英和女学院大学人間科学部 教授                                                                                                 | 捏造・盗用                              | 平成30年10月4日                                     | 平成31年4月26日                   |
| 2019-02 | 創価大学経営学部所属教員による研究活動上の不正行為（盗用）の認定について                         | 経営学               | 創価大学                       | 創価大学経営学部 教授 | 盗用                                    | 平成30年6月7日                                      | 令和元年5月10日                   |
| 2019-03 | 神戸学院大学元教員による研究活動上の不正行為の認定について                                       | 薬学                 | 神戸学院大学                   | 神戸学院大学 薬学部 元助教、教授                                                                                                  | 改ざん                                  | 平成30年7月5日                                      | 令和元年6月5日                    |
| 2019-04 | 横浜市立大学における研究活動上の不正行為（捏造）の認定について                                   | 生化学、分子生物学   | 横浜市立大学                   | 横浜市立大学大学院博士後期課程学生、教員                                                                                          | 捏造                                    | 平成30年11月21日                                    | 令和元年6月20日                   |
| 2019-05 | 東京理科大学教員による研究活動上の不正行為（盗用、改ざん）について                               | 組織分析学           | 東京理科大学                   | 東京理科大学経営学部 教授 | 改ざん、盗用、二重投稿                  | 平成28年9月1日                                      | 令和元年7月23日                   |
| 2019-06 | 中村学園大学所属教員による研究活動上の不正行為（盗用）の認定について                             | 商学、経済政策       | 中村学園大学                   | 中村学園大学流通科学部 准教授 | 盗用、二重投稿                          | 令和元年6月19日                                     | 令和元年10月11日                  |
| 2019-07 | 広島大学における研究活動上の不正行為（盗用）の認定について                                       | 教育学               | 広島大学                       | 広島大学大学院教育学研究科博士課程後期・大学院生                                                                                  | 盗用                                    | 平成30年7月13日及び18日                             | 令和元年12月23日                  |
| 2019-08 | 京都府立医科大学及び関西医科大学の元教員による研究活動上の不正行為（捏造・改ざん）の認定について | 医学                 | 京都府立医科大学、関西医科大学 | 京都府立医科大学大学院医学研究科 教授（当時）、関西医科大学医学部 助教授（当時）、京都府立医科大学大学院医学研究科 准教授（当時） | 捏造、改ざん                            | ①平成23年11月30日 ②平成25年2月12日 ③平成24年1月17日 | ①②令和元年5月30日 ③令和元年8月6日 |
| 2019-09 | 元熊本大学所属教員による研究活動上の不適切行為（二重投稿）の認定について                         | 工学                 | 熊本大学                       | 元熊本大学大学院先端科学研究部 助教、教授                                                                                         | 二重投稿                                | 平成31年4月22日                                     | 令和元年12月6日                   |
| 2019-10 | 日本大学における研究活動上の不正行為（盗用等）の認定について                                     | 法学                 | 日本大学                       | 日本大学法学部 教授 | 盗用、二重投稿                          | 平成31年2月18日                                     | 令和2年3月4日                     |

### 2020年（令和2年）
| 番号    | 不正事案名                                                                             | 不正事案の研究分野 | 調査委員会を設置した機関名 | 特定不正行為に関与した者等 （所属機関、部局等、職名） | 特定不正行為の種別 （捏造、改竄、盗用） | 告発受理日                                | 報告受理日      |
| ------- | -------------------------------------------------------------------------------------- | ------------------ | -------------------------- | --- | --------------------------------------- | ----------------------------------------- | --------------- |
| 2020-01 | 工学院大学教授による研究活動上の不正行為（改ざん）の認定について                       | 工学               | 工学院大学                 | 工学院大学工学部 教授 | 改ざん                                  | 平成31年3月6日                            | 令和2年4月14日  |
| 2020-02 | 同志社大学元大学院生による研究活動上の不正行為（盗用）の認定について                   | 社会学             | 同志社大学                 | 同志社大学大学院社会学研究科 元大学院生 | 盗用                                    | 平成30年9月13日、9月25日、平成31年1月23日 | 令和2年7月22日  |
| 2020-03 | 杏林大学准教授による研究活動上の不正行為（不適切な流用）の認定について                 | 経営学             | 杏林大学                   | 杏林大学総合政策学部 准教授 | 不適切な流用                            | 令和元年9月11日                           | 令和2年9月28日  |
| 2020-04 | 同志社大学元大学院生による研究活動上の不正行為（盗用）の認定について                   | 開発経済学         | 同志社大学                 | 同志社大学大学院グローバル・スタディーズ研究科 元大学院生 | 盗用                                    | 平成31年4月22日                           | 令和2年10月23日 |
| 2020-05 | 愛知学院大学元講師による研究活動上の不正行為（捏造等）の認定について                   | 保存治療系歯学     | 愛知学院大学               | 愛知学院大学歯学部元講師、薬学部准教授、歯学部元教授、歯学部教授、歯学部元准教授、歯学部講師、薬学部助教、歯学部元非常勤教員4名、歯学部元大学院生、歯学部元専科専攻生 | 捏造、不適切なオーサーシップ            |                                           | 令和2年4月7日   |
| 2020-06 | 旭川医科大学元教授による研究活動上の不正行為（盗用等）の認定について                   | 医学               | 旭川医科大学               | 旭川医科大学医学部 元教授 | 盗用、不適切なオーサーシップ            | 令和2年3月16日                            | 令和2年12月17日 |
| 2020-07 | 徳山大学准教授による研究活動上の不正行為（盗用）の認定について                         | 教科教育学         | 徳山大学                   | 徳山大学 准教授 | 盗用                                    | 平成31年3月29日                           | 令和2年12月8日  |
| 2020-08 | 国立循環器病研究センター元室長による研究活動上の不正行為（捏造・改ざん）の認定について | 医学               | 国立循環器病研究センター   | 国立循環器病研究センター研究所生化学部元室長、研究所元所長 | 捏造、改ざん                            | 令和2年6月30日                            | 令和3年1月29日  |
| 2020-09 | 名古屋大学元大学院生による研究活動上の不正行為（改ざん）の認定について                 | 神経科学           | 名古屋大学                 | 名古屋大学元大学院生、教授 | 改ざん                                  | 令和元年7月11日                           | 令和2年11月24日 |
| 2020-10 | 青山学院大学准教授による研究活動上の不正行為（盗用）の認定について                     | 法学               | 青山学院大学               | 青山学院大学法学部 准教授 | 盗用                                    | 令和2年5月27日                            | 令和3年2月12日  |
| 2020-11 | 筑波大学元大学院生による研究活動上の不正行為（盗用）の認定について                     | 医学               | 筑波大学                   | 筑波大学大学院人間総合科学研究科 元大学院生 | 盗用                                    | 令和2年4月6日                             | 令和3年2月1日   |

### 2021年（令和3年）
| 番号    | 不正事案名                                                                                           | 不正事案の研究分野 | 調査委員会を設置した機関名       | 特定不正行為に関与した者等 （所属機関、部局等、職名）                                | 特定不正行為の種別 （捏造、改竄、盗用）    | 告発受理日                                                                           | 報告受理日                                                                    |
| ------- | --- | ------------------ | -------------------------------- | ------------------------------------------------------------------------------------ | ------------------------------------------ | ------------------------------------------------------------------------------------ | ----------------------------------------------------------------------------- |
| 2021-01 | 昭和大学元講師による研究活動上の不正行為（捏造・改ざん等）の認定について                             | 医学               | 昭和大学                         | 昭和大学医学部麻酔科学講座元講師、元教授、元助教、助教                               | 捏造、改ざん、不適切なオーサーシップ       | 令和2年3月6日                                                                        | 令和3年3月2日                                                                 |
| 2021-02 | 京都大学元教授による研究活動上の不正行為（捏造・改ざん）の認定について                               | 地震地質学         | 京都大学                         | 京都大学大学院理学研究科元教授                                                       | 捏造、改ざん                               | 平成31年4月8日                                                                       | 令和3年9月22日                                                                |
| 2021-03 | 一橋大学教授による研究活動上の不正行為（盗用）の認定について                                         | 会計学             | 一橋大学、京都産業大学、松山大学 | 一橋大学大学院経営管理研究科教授                                                     | 盗用                                       | 一橋大学：令和元年11月20日 京都産業大学：令和元年11月12日 松山大学：令和元年11月14日 | 一橋大学：令和3年6月16日 京都産業大学：令和3年5月31日 松山大学：令和3年6月4日 |
| 2021-04 | 関西大学教授による研究活動上の不正行為（盗用）の認定について                                         | 経済政策           | 関西大学                         | 関西大学教授                                                                         | 盗用                                       | 令和3年3月9日                                                                        | 令和3年9月17日                                                                |
| 2021-05 | 鳥取大学元准教授による研究活動上の不正行為（盗用等）の認定について                                   | 農学               | 鳥取大学                         | 鳥取大学学術研究院農学系部門（農学部共同獣医学科）元准教授                           | 盗用、不適切なオーサーシップ               | 令和2年10月20日                                                                      | 令和3年12月2日                                                                |
| 2021-06 | 名古屋大学元大学院生による研究活動上の不正行為（捏造・改ざん）の認定について                         | 化学               | 名古屋大学                       | 名古屋大学元大学院生                                                                 | 捏造、改ざん                               | 令和2年11月16日                                                                      | 令和3年11月29日                                                               |
| 2021-07 | 会津大学教授による研究活動上の不正行為（自己盗用）の認定について                                     | コンピュータ理工学 | 会津大学                         | 会津大学コンピュータ理工学部教授（現理事長兼学長）                                   | 自己盗用                                   | 令和2年9月23日                                                                       | 令和4年2月28日                                                                |
| 2021-08 | 福岡歯科大学元准教授による研究活動上の不正行為（捏造・盗用）の認定について                           | 細胞分子生物学     | 福岡歯科大学                     | 福岡歯科大学元准教授、東北大学元准教授（福岡歯科大学元准教授の転出先所属の元准教授） | 捏造、盗用                                 | 平成30年2月5日                                                                       | 令和3年9月8日                                                                 |
| 2021-09 | 北里大学元教授による研究活動上の不正行為（改ざん）の認定について                                     | 医学・放射線科学   | 北里大学                         | 北里大学医療系研究科元教授                                                           | 改ざん                                     | 令和3年7月6日                                                                        | 令和4年3月29日                                                                |
| 2021-10 | 久留米大学教員による研究活動上の不正行為（二重投稿・自己盗用・不適切なオーサーシップ）の認定について | 医学               | 久留米大学                       | 久留米大学医学部教授、医学部元准教授、医学部助教、人間健康学部教授                   | 二重投稿、自己盗用、不適切なオーサーシップ | 令和2年9月10日                                                                       | 令和3年12月22日                                                               |
| 2021-11 | 名古屋大学元大学院生による研究活動上の不正行為（捏造・改ざん）の認定について                         | 化学               | 名古屋大学                       | 名古屋大学元大学院生、教授、准教授                                                   | 捏造、改ざん                               | 令和2年8月17日                                                                       | 令和4年2月2日                                                                 |
| 2021-12 | 人間文化研究機構国立国語研究所准教授による研究活動上の不正行為（盗用）の認定について                 | 日本語教育         | 人間文化研究機構                 | 人間文化研究機構国立国語研究所日本語教育研究領域 准教授                              | 盗用                                       | 令和2年9月9日                                                                        | 令和4年3月17日                                                                |
| 2021-13 | 宮城学院女子大学准教授による研究活動上の不正行為（盗用）の認定について                               | 人文社会科学       | 宮城学院女子大学                 | 宮城学院女子大学学芸学部 准教授                                                      | 盗用                                       | 令和3年3月22日                                                                       | 令和4年4月11日                                                                |

### 2022年（令和4年）
| 番号    | 不正事案名 | 不正事案の研究分野       | 調査委員会を設置した機関名              | 特定不正行為に関与した者等 （所属機関、部局等、職名）                                                                                      | 特定不正行為の種別 （捏造、改竄、盗用）        | 告発受理日                                                                                       | 報告受理日                                                                              |
| ------- | --- | ------------------------ | --------------------------------------- | --- | ---------------------------------------------- | ------------------------------------------------------------------------------------------------ | --------------------------------------------------------------------------------------- |
| 2022-01 | 摂南大学、常葉大学教員等による研究活動上の不正行為（サラミ出版、多重投稿、不適切なオーサーシップ）の認定について | 経営情報、マーケティング | 摂南大学、常葉大学、A公立大学           | 摂南大学教員、常葉大学元教員、公立大学教員、民間企業社員、私立短期大学元教員、自由業、私立大学教員、民間企業代表                           | サラミ出版、多重投稿、不適切なオーサーシップ   | 平成31年4月26日・令和元年5月7日（第1、第2の告発）、令和元年7月26日（第3の告発論文群AB、論文群C） | 令和4年4月22日（第1、第2の告発、第3の告発論文群AB）、令和4年4月19日（第3の告発論文群C） |
| 2022-02 | 旭川医科大学教員による研究活動上の不正行為（二重投稿）の認定について                                             | 医学                     | 旭川医科大学                            | 旭川医科大学 准教授、元教授 | 二重投稿                                       | 令和2年10月30日                                                                                  | 令和4年3月31日                                                                          |
| 2022-03 | 京都大学元特定研究員による研究活動上の不正行為（捏造・改ざん）の認定について                                     | 生物学                   | 京都大学                                | 京都大学大学院 理学研究科 元特定研究員、教授                                                                                               | 捏造、改ざん                                   | 令和2年11月27日                                                                                  | 令和4年5月19日                                                                          |
| 2022-04 | 愛知学院大学元講師による研究活動上の不正行為（捏造）の認定について                                               | 保存治療系歯学           | 愛知学院大学                            | 愛知学院大学 歯学部元講師、薬学部講師、歯学部元教授                                                                                        | 捏造                                           | （2017-08追加調査）                                                                              | 令和4年5月24日                                                                          |
| 2022-05 | 同志社大学教授による研究活動上の不正行為（盗用）の認定について                                                   | 法学                     | 同志社大学                              | 同志社大学 大学院司法研究科 教授 | 盗用                                           | 令和3年7月26日                                                                                   | 令和4年9月2日                                                                           |
| 2022-06 | 大阪経済大学元准教授による研究活動上の不正行為（盗用）の認定について                                             | 公法学                   | 大阪経済大学                            | 大阪経済大学 経営学部 元准教授 | 盗用                                           | 令和3年12月1日                                                                                   | 令和4年8月26日                                                                          |
| 2022-07 | 麻布大学教員による研究活動上の不正行為（捏造・改ざん等）の認定について                                           | 獣医学                   | 麻布大学                                | 麻布大学 獣医学部 准教授3名、元教授（当時）3名                                                                                             | 捏造、改ざん、自己盗用、不適切なオーサーシップ | 令和3年9月17日                                                                                   | 令和4年10月3日                                                                          |
| 2022-08 | 名古屋大学における研究活動上の不正行為（捏造、改ざん）の認定について                                             | 神経科学                 | 名古屋大学                              | 名古屋大学 元大学院生、環境医学研究所元教授                                                                                                | 捏造、改ざん                                   | －（再調査）                                                                                     | 令和４年10月18日                                                                        |
| 2022-09 | 昭和大学元講師による研究活動上の不正行為（捏造等）の認定について                                                 | 歯学                     | 昭和大学                                | 昭和大学 歯学部 元講師、元教授、元助教 | 捏造、不適切なオーサーシップ                   | 令和3年7月15日                                                                                   | 令和4年10月6日                                                                          |
| 2022-10 | 奈良学園大学・名古屋経済大学元教授による研究活動上の不正行為（盗用・改ざん等）の認定について                     | 教育学                   | 1：奈良学園大学 2：名古屋経済大学       | 奈良学園大学 人間教育学部 元教授（同 名古屋経済大学 人間生活科学部 元教授）                                                                | 盗用、改ざん、二重投稿                         | 1：令和2年9月17日 2：－                                                                          | 1：令和4年12月8日 2：令和4年12月14日                                                    |
| 2022-11 | 札幌医科大学元助教、元教授による研究活動上の不正行為（不適切なオーサーシップ）の認定について                     | 医学                     | 札幌医科大学                            | 札幌医科大学 医学部小児科学講座 元助教、医学部附属フロンティア医学研究所病態情報学部門 元教授                                              | 不適切なオーサーシップ                         | 令和4年1月4日                                                                                    | 令和4年12月20日                                                                         |
| 2022-12 | 広島大学元助教による研究活動上の不正行為（捏造）の認定について                                                   | 歯学                     | 広島大学                                | 広島大学 大学院医系科学研究科 元助教、教授                                                                                                 | 捏造                                           | 令和2年9月1日                                                                                    | 令和４年10月6日                                                                         |
| 2022-13 | 大阪医科薬科大学元講師による研究活動上の不正行為（捏造、改ざん）の認定について                                   | 医学                     | 大阪医科薬科大学                        | 大阪医科薬科大学 医学部 元講師 | 捏造、改ざん                                   | 令和3年9月15日                                                                                   | 令和5年1月24日                                                                          |
| 2022-14 | 岡山大学教授による研究活動上の不正行為（捏造、改ざん）の認定について                                             | 医学                     | 1：岡山大学 2：国立循環器病研究センター | 岡山大学 学術研究院医歯薬学域 教授（国立循環器病研究センター 研究所循環動態制御部 元室長）                                                 | 捏造、改ざん                                   | 1：令和2年9月23日 2：令和2年10月7日、令和3年7月26日                                              | 1：令和5年3月31日 2：令和5年3月31日                                                     |
| 2022-15 | 東北大学元大学院生による研究活動上の不正行為（捏造、改ざん）の認定について                                       | 生物学                   | 東北大学                                | 東北大学 生命科学研究科 元大学院生（同 学際科学フロンティア研究所 元客員研究員）、学際科学フロンティア研究所 元助教、生命科学研究科 准教授 | 捏造、改ざん                                   | －                                                                                               | 令和5年3月3日                                                                           |

### 2023年（令和5年）
| 番号    | 不正事案名                                                                                 | 不正事案の研究分野 | 調査委員会を設置した機関名 | 特定不正行為に関与した者等 （所属機関、部局等、職名） | 特定不正行為の種別 （捏造、改竄、盗用） | 告発受理日                                      | 報告受理日      |
| ------- | ------------------------------------------------------------------------------------------ | ------------------ | -------------------------- | --- | --------------------------------------- | ----------------------------------------------- | --------------- |
| 2023-01 | 松山大学教授による研究活動上の不正行為（盗用）の認定について                               | 言語学             | 松山大学                   | 松山大学 人文学部 教授 | 盗用                                    | 令和3年10月26日                                 | 令和5年5月9日   |
| 2023-02 | 近畿大学元教員による研究活動上の不正行為（盗用等）の認定について                           | 法学               | 近畿大学                   | 近畿大学 法学部 元教員 | 盗用、自己盗用                          | 令和元年6月28日、令和元年7月12日                | 令和5年7月7日   |
| 2023-03 | 会津大学教授による研究活動上の不正行為（二重投稿・自己盗用）の認定について                 | コンピュータ理工学 | 会津大学                   | 会津大学 コンピュータ理工学部 教授（理事長兼学長） | 二重投稿、自己盗用                      | 令和4年3月4日                                   | 令和5年5月31日  |
| 2023-04 | 北海道大学元特任助教による研究活動上の不正行為（捏造・改ざん）の認定について               | 化学               | 北海道大学                 | 北海道⼤学 化学反応創成研究拠点 元特任助教、大学院理学研究院 教授（化学反応創成研究拠点 主任研究者）                                                          | 捏造、改ざん                            | 令和4年4月5日                                   | 令和5年9月12日  |
| 2023-05 | 岩手医科大学教授による研究活動上の不正行為（改ざん等）の認定について                       | 歯学               | 岩手医科大学、日本女子大学 | 岩手医科大学 歯学部 教授、日本女子大学 家政学部 教授 | 改ざん、不適切なオーサーシップ          | 令和4年1月20日、令和4年3月2日                   | 令和5年8月7日   |
| 2023-06 | 立教大学教授による研究活動上の不正行為（盗用）の認定について                               | 翻訳学             | 立教大学                   | 立教大学 異文化コミュニケーション学部 教授 | 盗用                                    | 令和4年12月21日                                 | 令和5年12月4日  |
| 2023-07 | 山口大学講師による研究活動上の不正行為（捏造・改ざん）の認定について                       | 医学               | 山口大学                   | 山口大学 大学院医学系研究科医化学講座 講師 | 捏造、改ざん                            | 令和4年6月17日、令和4年7月11日、令和4年10月24日 | 令和5年11月27日 |
| 2023-08 | 常葉大学教授による研究活動上の不正行為（盗用）の認定について                               | 文学               | 常葉大学                   | 常葉大学 外国語学部 教授 | 盗用                                    | 令和5年2月7日                                   | 令和6年1月15日  |
| 2023-09 | 大阪大学教授による研究活動上の不正行為（改ざん）の認定について                             | 材料工学           | 大阪大学                   | 大阪大学 産業科学研究所 教授、准教授、大学院基礎工学研究科 元大学院生                                                                                         | 改ざん                                  | 令和2年12月17日                                 | 令和5年11月7日  |
| 2023-10 | 熊本大学准教授による研究活動上の不正行為（先行研究の不適切な扱い）の認定について           | 史学               | 熊本大学                   | 熊本大学 大学院人文社会科学研究部 准教授 | 先行研究の不適切な扱い                  | 令和5年3月30日                                  | 令和6年2月21日  |
| 2023-11 | 早稲田大学助教による研究活動上の不正行為（改ざん等）の認定について                         | 教育学             | 早稲田大学                 | 早稲田大学 国際教養学部 助教 | 改ざん、自己盗用                        | 令和4年6月24日                                  | 令和6年2月5日   |
| 2023-12 | 産業技術総合研究所上級主任研究員による研究活動上の不正行為（捏造・改ざん等）の認定について | 化学               | 産業技術総合研究所         | 産業技術総合研究所 材料・化学領域 ナノ材料研究部門ナノバイオ材料応用グループ 上級主任研究員、ナノ材料研究部門 名誉リサーチャー、機能化学研究部門 副研究部門長 | 捏造、改ざん、不適切なオーサーシップ    | 令和4年12月8日                                  | 令和6年3月14日  |
| 2023-13 | 駒澤大学准教授による研究活動上の不正行為（二重投稿）の認定について                         | 経済学             | 駒澤大学                   | 駒澤大学 経済学部 准教授 | 二重投稿                                | 令和5年4月14日                                  | 令和6年2月2日   |